# خواكين كوادرادا
خواكين كوادرادا (بالإسبانية: Joaquín Cuadrada)‏ (23 يونيو 1893 – 30 مارس 1969) هو سبّاح إسباني راحل، مثّل بلاده في الألعاب الأولمبية الصيفية 1920.

## روابط خارجية
خواكين كوادرادا على موقع أوليمبيديا (الإنجليزية)